# Tristachya auronitens
Tristachya auronitens là một loài thực vật có hoa trong họ Hòa thảo. Loài này được J.Duvign. miêu tả khoa học đầu tiên năm 1958.